# Stacy (Minnesota)
Stacy – miasto w Stanach Zjednoczonych, w stanie Minnesota, w hrabstwie Chisago.